# Hoofdhaar (sterrenbeeld)

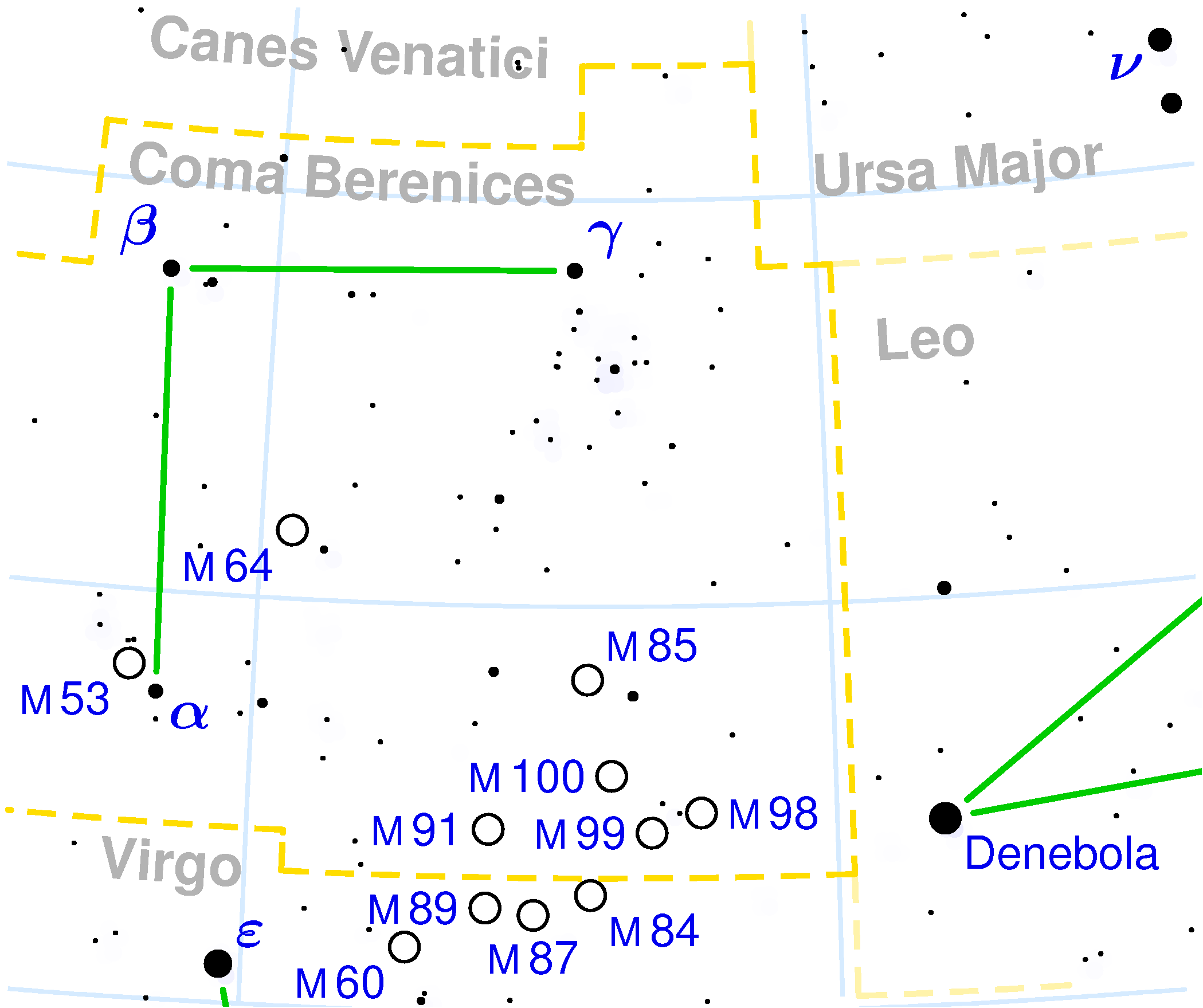
Kaart van het sterrenbeeld Hoofdhaar.

Hoofdhaar (Coma Berenices of Haar van Berenice, afkorting Com) is een onopvallend sterrenbeeld aan de noordelijke hemelkoepel, liggende tussen rechte klimming 11u57m en 13u33m en tussen declinatie +14° en +34°. Het sterrenbeeld is genoemd naar de Egyptische koningin Berenice II.
Het sterrenbeeld zou volgens overleveringen zijn naam hebben gekregen van Conon van Samos.

## Sterren
(in volgorde van afnemende helderheid)
- beta Comae Berenices is de helderste ster met magnitude 4,26.
- Diadem (α, alpha Comae Berenices)

## Bezienswaardigheden
- Melotte 111 (Collinder 256) is een verrekijkervriendelijke open sterrenhoop. Deze sterrenhoop is het eigenlijke herkenbare deel van het sterrenbeeld Hoofdhaar, en was ooit een klein onderdeel van het westelijk aangrenzend sterrenbeeld Leeuw. Melotte 111 stelde het borstelige uiteinde van de staart van de Leeuw voor (Tuft of Leo's Tail). Tegenwoordig is deze sterrenhoop bekend als de Coma Star Cluster.
- Het sterrenbeeld Hoofdhaar bevat de noordelijke galactische pool (Zie: hemelbol). Omdat dit gedeelte van de hemel dus ver van het melkwegvlak ligt, zijn hier zeer veel extragalactische stelsels zichtbaar: de Virgocluster ligt gedeeltelijk nog in dit sterrenbeeld, verder de Comacluster Abell 1656 en het Zwarte Oogstelsel.
- Messier 53 (NGC 5024) is een bolvormige sterrenhoop op één graad noordoostelijk van α Comae Berenices (Diadem).
- NGC 5053 (Collinder 267) is eveneens een bolvormige sterrenhoop. De locatie van deze sterrenhoop is één graad oostzuidoostelijk van Messier 53 en iets méér dan één graad oostelijk van Diadem.

## Aangrenzende sterrenbeelden
(met de wijzers van de klok mee)
- Jachthonden (Canes Venatici)
- Grote Beer (Ursa Major)
- Leeuw (Leo)
- Maagd (Virgo)
- Ossenhoeder (Boötes)